# Mini (animal)
Mini es un género de anfibios anuros de la familia Microhylidae. Las ranas de este género son endémicas del sudeste de Madagascar entre los 0 y los 350 metros de altitud. Las tres especies que se incluyen en este género fueron descritas científicamente por primera vez en 2019.

## Especies
Se reconocen las siguientes tres especies:
- Mini ature Scherz, Hutter, Rakotoarison, Riemann, Rödel, Ndriantsoa, Glos, Roberts, Crottini, Vences & Glaw, 2019
- Mini mum Scherz, Hutter, Rakotoarison, Riemann, Rödel, Ndriantsoa, Glos, Roberts, Crottini, Vences & Glaw, 2019
- Mini scule Scherz, Hutter, Rakotoarison, Riemann, Rödel, Ndriantsoa, Glos, Roberts, Crottini, Vences & Glaw, 2019